# Til Søs
Til Søs er en amerikansk stumfilm fra 1921 af Buster Keaton og Eddie Cline.

## Medvirkende
- Buster Keaton
- Edward F. Cline
- Sybil Seely